# Rozovo (distrikt i Bulgarien, Stara Zagora)
Rozovo (bulgariska: Розово) är ett distrikt i Bulgarien.   Det ligger i kommunen Obsjtina Kazanlăk och regionen Stara Zagora, i den centrala delen av landet, 170 km öster om huvudstaden Sofia.
Trakten runt Rozovo består till största delen av jordbruksmark. Runt Rozovo är det ganska tätbefolkat, med 108 invånare per kvadratkilometer.